# Longnes (Yvelines)
Longnes is een gemeente in het Franse departement Yvelines (regio Île-de-France) en telt 1409 inwoners (2005). De plaats maakt deel uit van het arrondissement Mantes-la-Jolie.

## Geografie
De oppervlakte van Longnes bedraagt 13,7 km², de bevolkingsdichtheid is 102,8 inwoners per km².
De onderstaande kaart toont de ligging van Longnes (Yvelines) met de belangrijkste infrastructuur en aangrenzende gemeenten.

## Demografie
Onderstaande figuur toont het verloop van het inwonertal (bron: INSEE-tellingen).